# Réserve de biosphère de l'archipel de la Guadeloupe
La réserve de biosphère de l'archipel de la Guadeloupe est une réserve de biosphère située en Guadeloupe, France. Elle a été désignée par l'Unesco en 1992 dans le cadre du programme sur l'homme et la biosphère.

## Gestion
La réserve de biosphère regroupe 21 communes et possède 214 381 habitants.
Sa structure de coordination est le parc national de la Guadeloupe.

## Histoire
Inaugurée le 25 mars 1994, la réserve de la biosphère de l'archipel de la Guadeloupe est la huitième de France et la deuxième réserve de biosphère des petites Antilles après celle des îles vierges américaines reconnue en 1976.

## Géographie
La réserve couvre 77% de la superficie totale de l’île de la Guadeloupe et englobe notamment le parc national de la Guadeloupe et le massif volcanique de la Soufrière. La réserve de biosphère totalise une surface de 246 762 ha dont 132 845 ha de surface marine.

### Aire centrale
L'aire centrale, d'une surface de 22 144 ha, est composée du massif forestier de la Basse-Terre, les îlets Pigeon avec les récifs coralliens adjacents, les îlets Kahouanne et Tête à l’Anglais, les cœurs de la baie du Grand Cul-de-Sac marin contenant les mangroves et marais de Choisy et Lambis, l'estuaire de la Grande Rivière à Goyaves, les îlets Fajou, Christophe, Carénage et La Biche.

### Zone tampon
La zone tampon, d'une surface de 30 506 ha, correspond à des territoires protégés : une forêt domaniale non classée appartenant au cœur du parc national, des zones naturelles d’intérêt écologique, faunistique et floristique (ZNIEFF), des territoires classés par arrêté de protection de biotope, des sites classés ou inscrits, des territoires qui appartiennent au conservatoire du littoral ou aux domaines publics maritimes terrestres.

### Aire de transition
L'aire de transition, d'une surface de 195 318 ha comprend l’intégralité de l'aire optimale d’adhésion du parc national de la Guadeloupe et son aire maritime adjacente .

## Activités socio-économiques
La réserve de biosphère promeut des activités durables dans le domaine de l'agriculture et du tourisme (écotourisme). Elle est signataire de la Charte Européenne du Tourisme durable développée par la fédération Europarc.